# 936

## Nașteri
- Al-Zahrawi: medic chirurg, chimist, cosmetician arab (d. 1013)

## Decese
- 2 iulie: Henric I al Germaniei (n.c. 876)
- Boso de Toscana, conte de Arles (895-911 și 926-931), conte de Avignon (911-931) și margraf de Toscana (931-936), (n. 885)

- Theobald I de Spoleto, duce de Spoleto din anul 928 (n. ?)